# ألان سانت كلير
ألان سانت كلير (بالإنجليزية: Alan St. Clair)‏ هو عازف قيثارة بريطاني، ولد في 18 مايو 1959.